# Louis Vinet
Pour les articles homonymes, voir Vinet.
Louis Charles Vinet, né le 9 janvier 1840 à Garancières-en-Beauce (Eure-et-Loir) et mort le 5 février 1924 dans le 8e arrondissement de Paris, est un homme politique français.

## Biographie
Propriétaire-agriculteur, fondateur du Syndicat agricole de Chartres et de la Caisse régionale du Crédit agricole, il est sénateur d'Eure-et-Loir de 1888 à 1921, inscrit au groupe de l'Union républicaine. Il s'intéresse particulièrement aux questions agricoles et membre du Conseil supérieur de l'Agriculture.
Il est également président du syndicat agricole des arrondissements de Chartres, Châteaudun et Nogent-le-Rotrou et président de la caisse régionale agricole d'Eure-et-Loir.

## Sources
- « Louis Vinet », dans Adolphe Robert et Gaston Cougny, Dictionnaire des parlementaires français, Edgar Bourloton, 1889-1891 [détail de l’édition]
- « Louis Vinet », dans le Dictionnaire des parlementaires français (1889-1940), sous la direction de Jean Jolly, PUF, 1960 [détail de l’édition]